# Кергес
Керге́с (перс. كوه کرکس‎; досл. Гора грифов) — горный массив на северо-западе провинции Исфахан в Иране. Частично принадлежит к Центральноиранскому массиву. Высота над уровнем моря, в зависимости от источников, составляет от 3895 до 3910 м. Кергес изобилует фауной, и поэтому он был местом охоты царей, но сегодня оно строго охраняется. В подножии этой горной цепи располагаются иранские города Кашан и Нетенз.

## Этимология
Название означает «гора грифов» (перс. кух = гора, каргас = гриф), что подтверждает и тот факт, что в горах действительно обитает много стервятников, о которых писали и средневековые авторы. Другие специалисты считают, что название связано с касситами, народом, населявшим Иранское нагорье еще в середине второго тысячелетия до н. э. Ширина горного массива — около 40 км, и Кергес разделяет две части Иранского нагорья, которые имеют значительно отличающуюся высоту над уровнем моря — до 1000 м с верхней и около 2000 м с нижней стороны. Горная цепь поперечно рассечена долинами, где протекают небольшие реки, из которых самые важные — Чиме-Руд и Барз-Руд. Археологические памятники около Абьяны свидетельствуют, что эти горные районы населены уже много тысяч лет. Другие горные вершины массива Каркас выше 3000 м — Камар-Сиях (3217 м), Кашк-Хане (3330 м) и Калабе-Шах (3412 м).

## Геология
Горная цепь Кергес является частью более широкого Центральноиранского массива, которое простирается в направлении от северо-запада к юго-востоку, а геологически возникло в терционном периоде. Массив состоит в основном из плутонита (диорита и гранита). Самые распространенные металлические и минеральные ископаемые: медь, свинец и цинк, а добывание металлов и металлургия, судя по археологическим раскопкам из Аримана, располагающегося поблизости, были развиты еще в начале 4 тысячелетия до н. э. Запасы селитры и серы в периоде Сефевидов использовались в военных целях — для производства поруха. Современные рудники находятся на севере в районе Кашана.

## Флора и фауна
Кергес изобилует флорой и фауной, а близость сефевидской столицы Исфахана сделала его любимым царским местом для охоты. Виды животных на его склонах включают зайцев, волков, диких коз и овец, и 62 вида птиц. Кергес сегодня — экологически защищенный район, который охватывает 92,1 га.